# Samuel Hambleton
Samuel Hambleton (ur. 8 stycznia 1812, zm. 9 grudnia 1886 w Easton, Maryland) – amerykański polityk związany z Partią Demokratyczną. W latach 1869–1873 był przedstawicielem pierwszego okręgu wyborczego w stanie Maryland w Izbie Reprezentantów Stanów Zjednoczonych.